# Miguel Quinteros
Miguel Ángel Quinteros (28 de dezembro de 1947) é um jogador de xadrez da Argentina com diversas participações nas Olimpíadas de xadrez. Quinteros participou da edição de Haifa (1976) conquistando a medalha de prata individual jogando no terceiro tabuleiro. Participou também das edições de Siegen (1970), Nice (1974), La Valeta (1980), Lucerna (1982)  e Salónica (1984). Participou também dos torneios interzonais de Leningrado (1973), Manila (1976), Moscou (1982) e Biel (1985) sendo a melhor colocação o 11º lugar em 1973.